# Bellioidea
Bellioidea een superfamilie uit de infraorde krabben en omvat slechts één familie:
- Belliidae Dana, 1852